# Церква святителя Петра Могили (Херсон)
Церква святителя Петра Могили — храм Православної церкви України у місті Херсон. До 
Об'єднавчого собору українських православних 2018 року належав до юрисдикції Української православної церкви Київського Патріархату.

## Історія
Громада постала на початку 2000-х років як релігійна організація у складі Херсонської єпархії УПЦ КП. У 2002 році вона офіційно отримала у користування приватний будинок дореволюційної побудови, що потребував капітального ремонту, на вул. Кірова 10 (згодом вулиці повернули назву Лютеранської).
Протягом наступного десятиріччя громадою церкви було облаштовано бібліотеку духовної літератури, створено дитячу недільну школу, організовано капеланське служіння в Херсонському ізоляторі тимчасового утримання та опіку над дітьми-правопорушниками, що утримуються в ізоляторі.
Церква є однією з перших в Україні, що була названа й освячена на честь святителя Петра Могили. У зв'язку з цим громада надбала і зберігає коштовну реліквію — Требник Петра Могили, перевиданий сучасною українською мовою, що став бібліографічною рідкістю.
Першим настоятелем церкви був протопресвітер Микола Циганов, зараз цю посаду обіймає протопресвітер Валерій Харченко, який від початку також був кліриком громади.

## Сучасне життя громади
Під час подій Революції Гідності настоятелеві громади Миколі Циганову погрожували представники криміналітету за його природоохоронну та правозахисну діяльність, зокрема через боротьбу з незаконною забудовою в селищі Антонівка.
Після початку російської агресії в Криму і на Сході України у 2014 році громада й духівництво церкви святителя Петра Могили беруть участь у підтримці українських військових. У січні 2015 року, під час одного з перших вшанувань херсонців, полеглих в боях на Донбасі, саме настоятель церкви Валерій Харченко прочитав заупокійну молитву в пам'ять 
Руслана Сторчеуса та 
Владислава Ковальова і усіх херсонців, які загинули в зоні АТО.
Також Валерієм Харченком у 2015 році створено онлайн-радіо «Колискова в Україні» з метою популяризації колискових пісень українською мовою (станом на початок 2019 року ресурс призупинив роботу).
Перший настоятель церкви Микола Циганов (наразі лишається кліриком громади) відомий як активіст природоохоронної справи, зокрема був членом обласного комітету зі створення національних природоохоронних парків і заповідників, виступав на захист пойми Дніпра. Він є автором наукових публікацій з цієї теми.

## Галерея

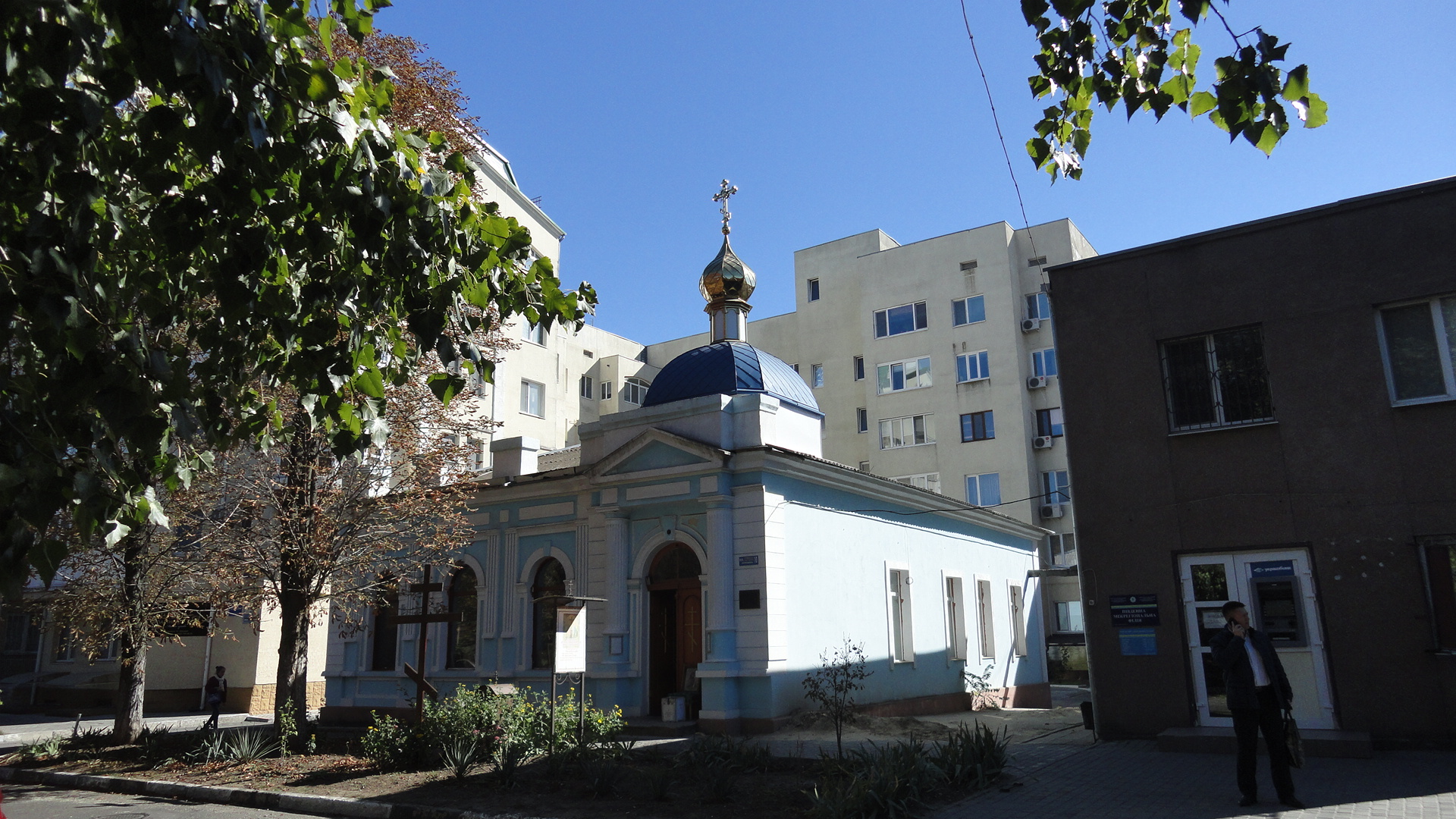
Церква святителя Петра Могили
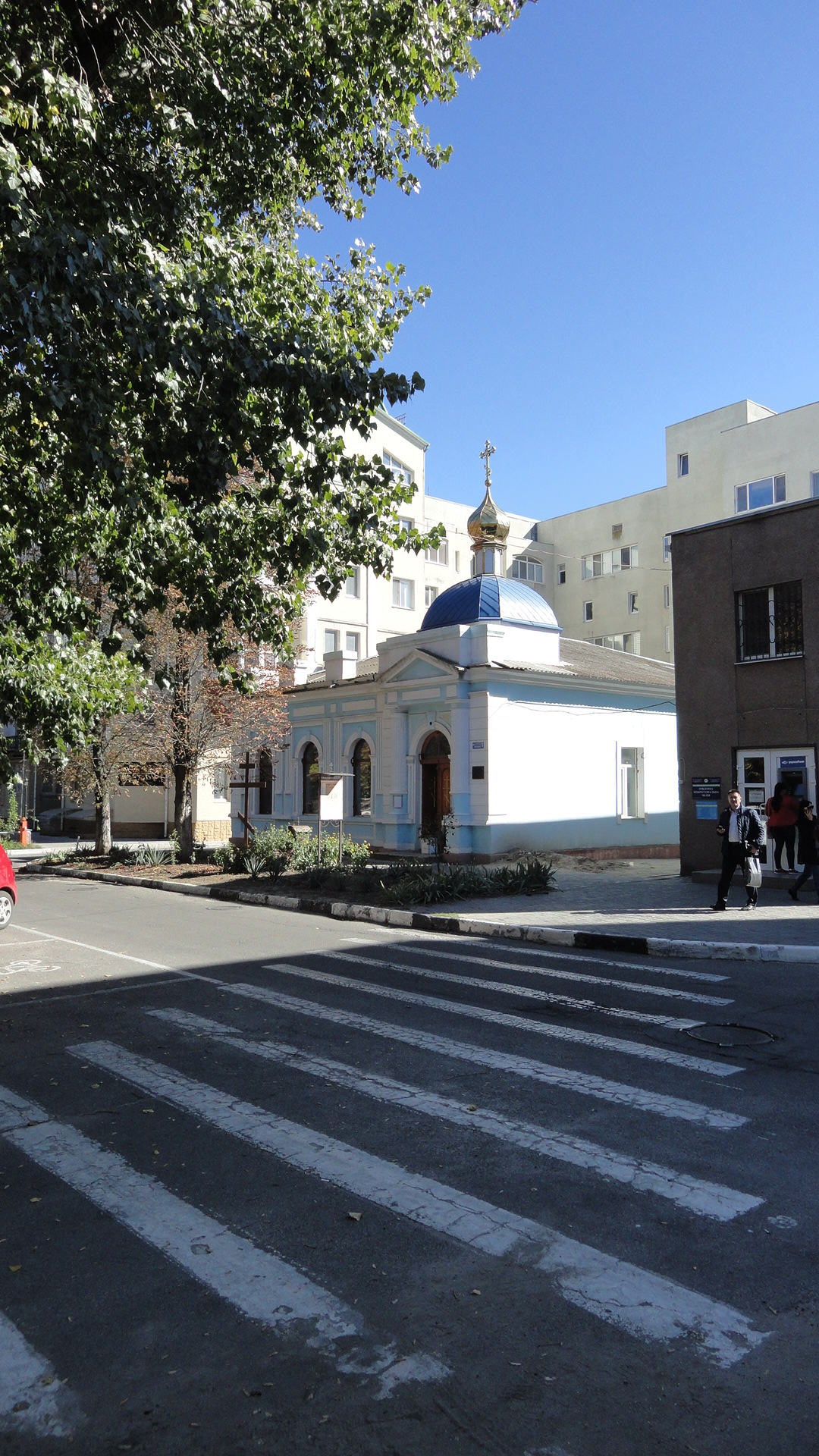
Церква святителя Петра Могили
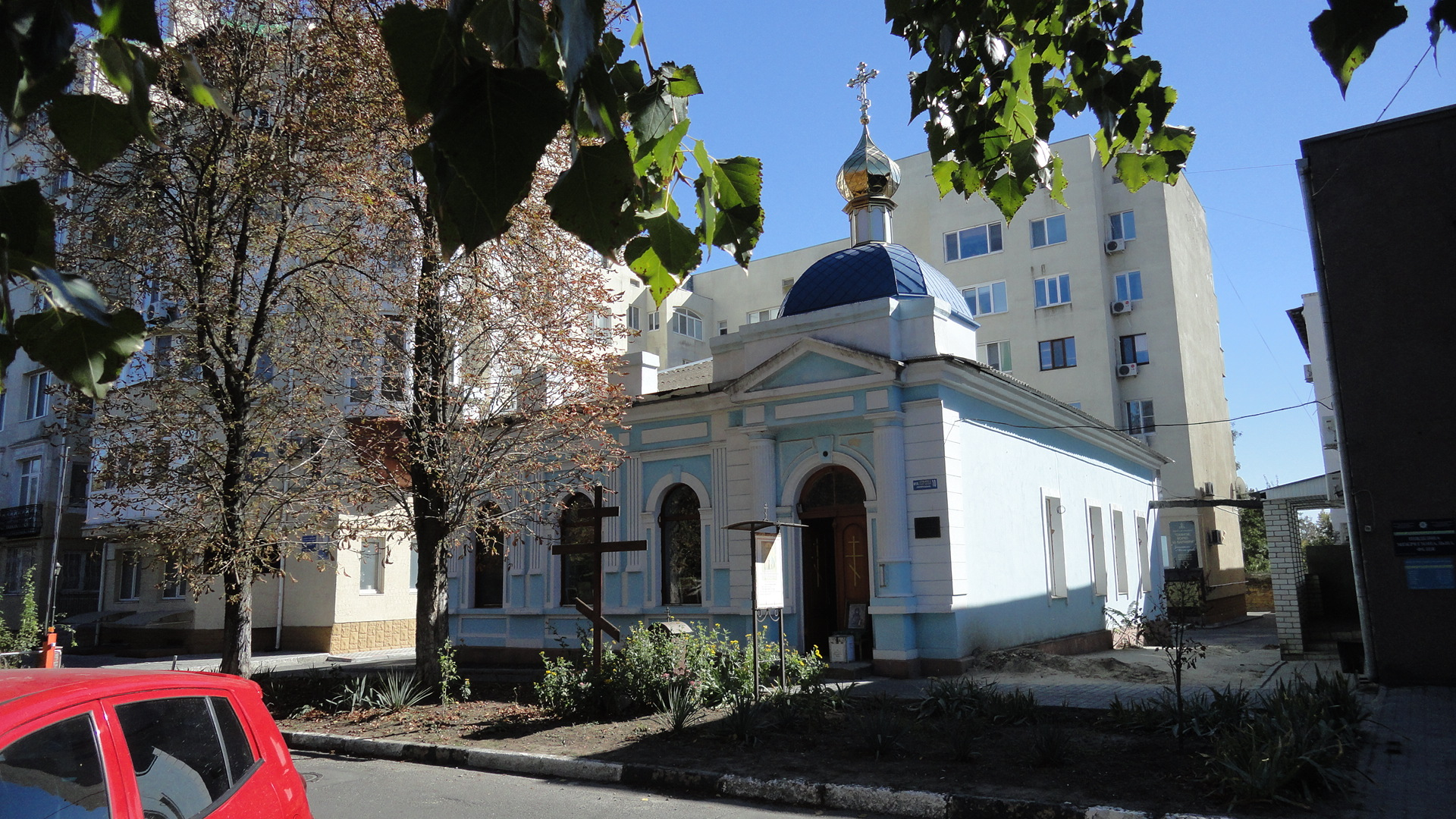
Церква святителя Петра Могили